# Динамо (футбольный клуб, Горький)
«Динамо» — советский футбольный клуб из Горького. Создан не позднее 1936 года. Последнее упоминание в 1969 году.

## Достижения
- В первенстве СССР — 10-е место в группе «В» (1937).
- В кубке СССР — поражение в 1/16 финала (1936, 1937).